# Mastník (powiat Třebíč)
Mastník – miejscowość i gmina (obec) w Czechach, w kraju Wysoczyna, w powiecie Třebíč. W 2022 roku liczyła 216 mieszkańców.